# Акантовые
Ака́нтовые (лат. Acantháceae) — семейство двудольных растений порядка ясноткоцветных. Это многолетние травянистые растения и кустарники, реже лианы; некоторые являются эпифитами. Произрастают преимущественно в тропиках, немногие виды — в умеренной зоне.

Юстиция золотистая (Justicia aurea)

Семейство насчитывает более 3 940 различных видов растений, разбитых примерно на 242 родов, обитающих в экваториальной и тропической областях. Выделяют четыре центра распространения акантовых: Малаккский полуостров и Малайский архипелаг, Африка, Бразилия и Центральная Америка. Представители семейства также встречаются на Средиземноморском побережье, юге США, в Австралии и Океании. Представители семейства могут быть найдены в различных экосистемах: джунглях, редколесьях, буше, заливных лугах, на морском побережье, на болотах и как элемент мангровых зарослей.

## Биологическое описание
Растения имеют широкодольчатые, перистые, эллиптические или яйцевидные листья, с гладкими, реже зазубренными, опушёнными или шиповатыми краями. Листья могут содержать цистолиты или конкреции карбоната кальция, видимые в виде прожилок. Цветки зигоморфные, близки к актиноморфным, одиночные или собраны в соцветия (кисти, колосовидные или цимозные). Цветки с прицветниками, у некоторых видов с очень большими и яркими. Чашечка обычно 4—5 дольчатая; венчик трубчатый, двугубый или пятидольчатый; тычинок две или четыре попарно собранные. Завязь верхняя, двугнёздная, с аксиллярной плацентацией. Плод — двугнёздная коробочка, вскрывающаяся трещинами. У многих видов семена прикреплены к небольшому крючковидному стебельку (видоизменённая семяножка), который, распрямляясь, выбрасывает их из коробочки.

## Культивирование
К видам, хорошо известным в садоводстве, можно отнести Акант мягкий (Acanthus mollis) — многолетнее травянистое растение с большими листьями и колосовидным соцветием до 2 м высотой. Пользуются вниманием у садоводов и такие тропические роды, как Тунбергия (Thunbergia) и Юстиция (Justicia).
Многие акантовые (в первую очередь, виды родов Акант (Acanthus), Афеландра (Aphelandra), Юстиция, Тунбергия являются также популярными оранжерейными и комнатными растениями, благодаря красивым листьям и ярким ароматным цветам.

## Номенклатура и систематика
Авиценния (Avicennia), обычно относящаяся к Вербеновым (Verbenaceae) или выделяемая в собственное семейство Avicenniaceae, сейчас включается в Acanthaceae на основании молекулярных филогенетических исследований, проведённых Angiosperm Phylogeny Group.
Семейство делят на 4 подсемейства, при этом подсемейство Acanthoideae делят на 6 триб:
- Acanthoideae
  - Acantheae
  - Andrographideae
  - Barlerieae
  - Justicieae
  - Ruellieae
  - Whitfieldieae
- Avicennioideae
- Nelsonioideae
- Thunbergioideae

По данным сайта The Plant List в семейство включают 242 родов, некоторые из них:
- Acanthopale C.B.Clarke — Акантопале
- Acanthopsis Harv. — Акантопсис
- Acanthura Lindau — Акантура
- Acanthus L. typus — Акант
- Anisacanthus Nees — Анисакантус
- Aphelandra R.Br. — Афеландра
- Asystasia Blume — Асистасия
- Avicennia L. — Авиценния
- Barleria L. — Барлерия
- Chamaeranthemum Nees — Хамерантемум
- Crossandra Salisb. — Кроссандра
- Crossandrella C.B.Clarke — Кроссандрелла
- Dicliptera Juss. — Диклиптера
- Dolichostachys Benoist — Долихостахис
- Duosperma Dayton — Дуосперма
- Dyschoriste Nees — Дисхористе
- Elytraria Michx. — Элитрария
- Eranthemum L. — Эрантемум
- Fittonia Coem. — Фиттония
- Geissomeria Lindl.
- Graptophyllum Nees
- Gymnostachyum Nees
- Hemigraphis Nees — Хемиграфис
- Hygrophila R.Br. — Гигрофила
- Hypoestes Sol. ex R.Br. — Гипоэстес
- Justicia L. — Юстиция
- Lepidagathis Willd. — Лепидагатис
- Lophostachys Pohl
- Mackaya Harv. — Макайя
- Mendoncia Vand.
- Mimulopsis Schweinf. — Мимулопсис
- Monechma Hochst.
- Neriacanthus Benth.
- Neuracanthus Nees
- Odontonema Nees — Одонтонема
- Oplonia Raf. — Оплония
- Pachystachys Nees — Пахистахис
- Pericalypta Benoist — Перикалипта
- Peristrophe Nees — Перистофе
- Petalidium Nees — Петалидиум
- Podorungia Baill. — Подорунгия
- Populina Baill. — Популина
- Pranceacanthus Wassh. — Пранцеакантус
- Pseuderanthemum Radlk. — Псевдэрантемум
- Ritonia Benoist — Ритония
- Ruellia L. — Руэллия
- Ruttya Harv.
- Sanchezia Ruiz & Pav. — Саншеция
- Stenandriopsis S.Moore — Стендариопсис
- Stenandrium Nees — Стенандриум
- Stenostephanus Nees — Стеностефанус7
- Streblacanthus Kuntze — Стреблакантус
- Strobilanthes Blume — Стробилянт
- Tetramerium Nees
- Thunbergia Retz. — Тунбергия
- Whitfieldia Hook. — Уайтфелдия
- Xylacanthus Bremek.

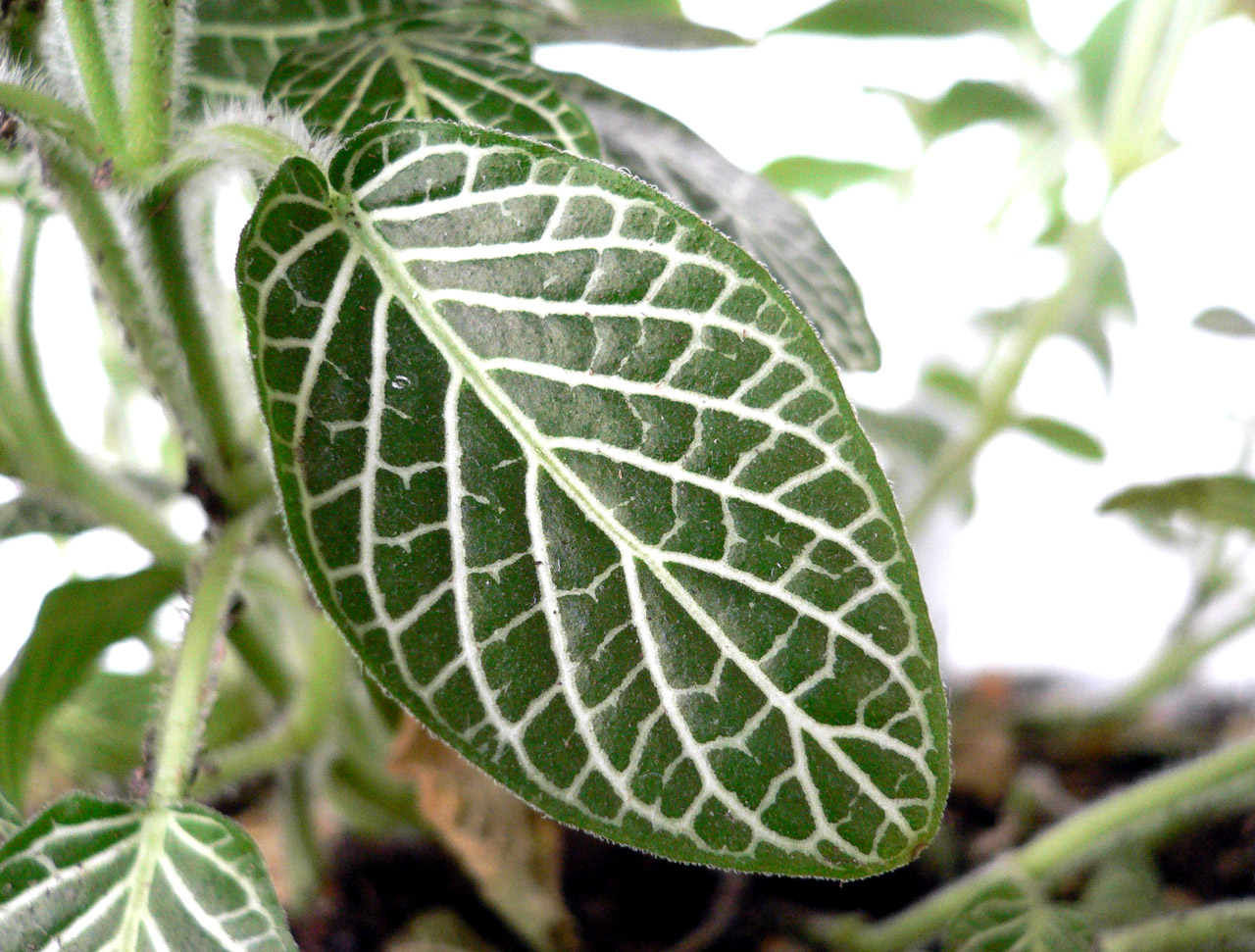
Лист Fittonia verschaffeltii
Asystasia gangetica
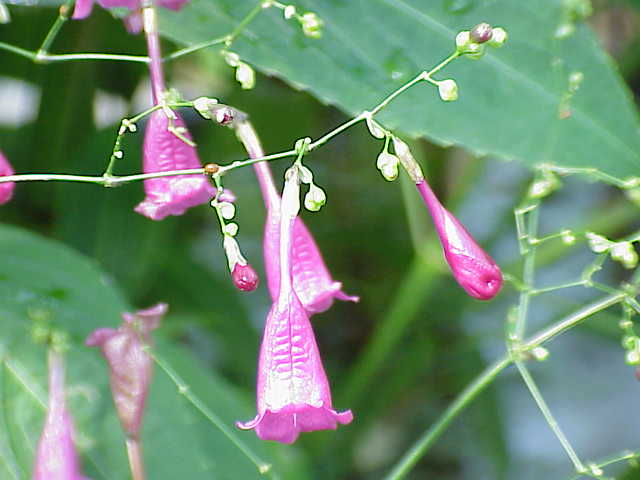
Peristrophe speciosa
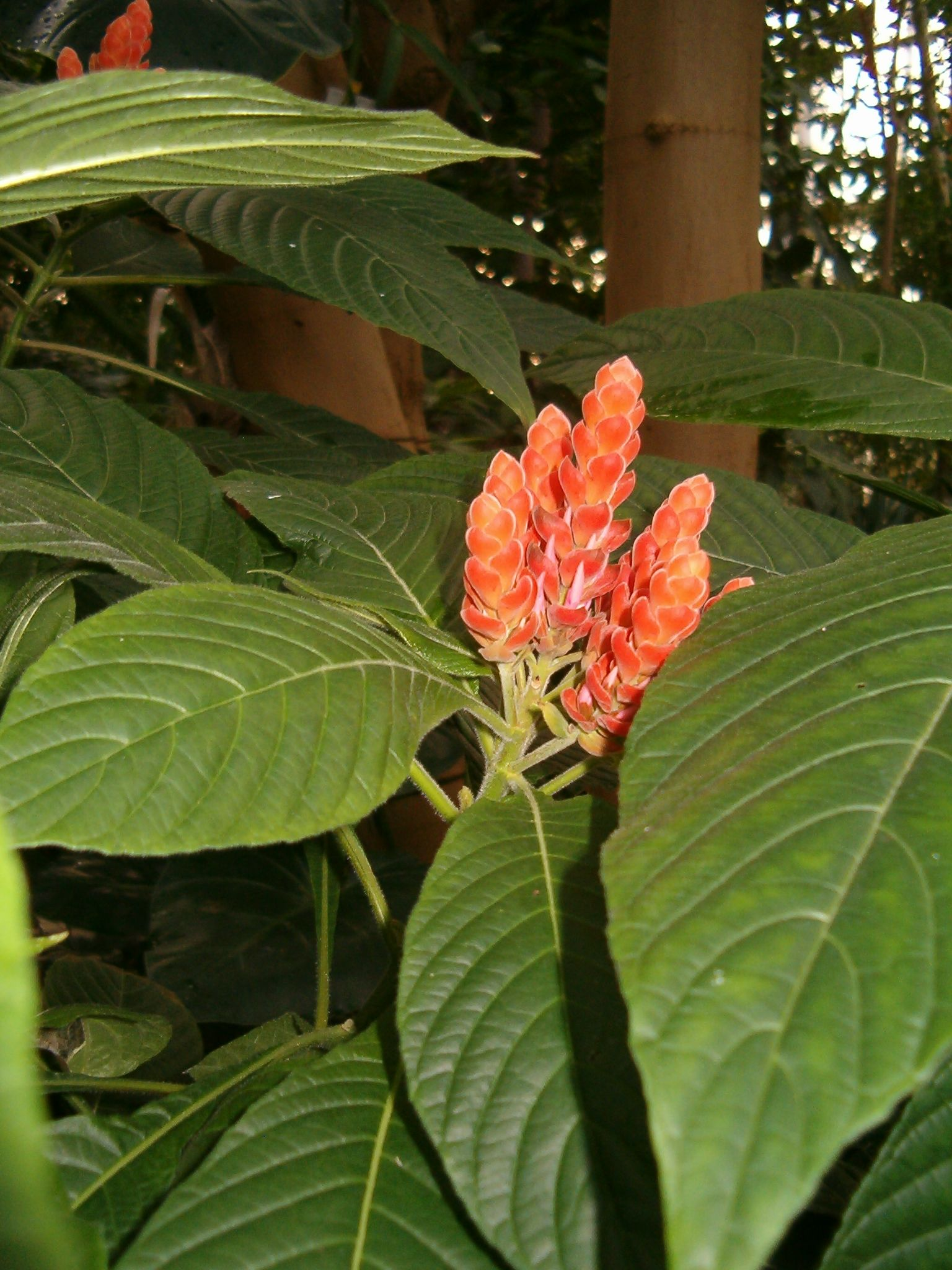
Aphelandra sinclairiana